# 大连市女子足球队
大连市女子足球队，简称大连女足，是大连市体育局组建的专业女子足球队，现由大连市足球运动学校管理，成立于1984年。
球队在1997年至2019年间曾为职业女足俱乐部。2019年，当时大连女足的主体大连权健足球俱乐部解散，大连女足退出联赛。2024年，大连市足球运动学校女子足球成年队与大连人足球俱乐部女子足球队合并，重新组建大连女足。

## 历史
1984年，大连市体委决定以大连三中女足队为班底，成立大连市女子足球队。1994年，大连女足首获全国联赛冠军。1997年1月26日，大连市体委与大连科达公司共同成立职业女足俱乐部。2002年，大连实德整体收购成立大连实德女足，后经历大连阿尔滨、大连骏丰时期，2015年，权健集团入主收购大连骏丰足球俱乐部，更名为大连权健足球俱乐部。
2019年，权健事件后，球队被大连足协托管，以大连女足名义参加2019年中国女超联赛。从3月开始，俱乐部陷入欠薪风波，主力队员纷纷离开。大连权健在联赛仅取得一胜，最终排名倒数第一。升降级附加赛中，球队击败了河北华夏幸福女足，保住了女超席位。然而，俱乐部仍找不到新的投资者，又因大连一方已凭借大连市青年女子足球队班底组建了新的女足球队，最终俱乐部在12月23日宣布解散。
2021年9月，大连市足球运动学校在大连市体育局支持下组建女子足球队。2023年，大连足校女足成年队以中国女乙联赛第四名的成绩成功升级。
2024年初，大连人职业足球俱乐部解散，其女子足球队被大连足校接管。3月，大连人女足与大连足校女足合并，重新组建大连女足。

## 队徽
2024年3月大连人女足与大连足校女足合并后，大连女足推出新队徽。队徽主色调为中国传统红色和象征海洋的蓝色，红蓝两色分别是主场球衣与客场球衣的颜色，海浪、足球等元素被盾牌包围，寓意无懈可击、顽强拼搏的精神。

## 荣誉
- 中国女子足球超级联赛
  - 冠军（4）：2008、2016、2017、2018
- 全国女子足球联赛
  - 冠军（1）：1994
- 全国女子足球锦标赛
  - 冠军（3）：2005、2007、2011
- 中国女子足协杯
  - 冠军（1）：2014
- 全国运动会（女子成年组）
  - 冠军（1）：2009